# Luis Ernesto González
Luis González (Esmeraldas, Provincia de Esmeraldas, Ecuador, 25 de noviembre de 1972) es un exfutbolista ecuatoriano que jugaba de mediocampista.

## Trayectoria
Debutó en Liga de Quito en 1992, sin espacio en el primer equipo fue prestado por un año a Universidad Católica, fue campeón del campeonato nacional con LDU en 1998, 1999, 2003 y 2005, en el medio campo fue gran complemento de jugadores como Nixon Carcelén, Alfonso Obregón y Patricio Urrutia. Fue uno de los pocos jugadores experimentados que se mantuvo en LDU el año 2001 jugando en la Serie B de Ecuador siendo campeón del torneo y consiguiendo el ascenso a la Serie A. Al salir de Liga fue a Aucas en el año 2006, fue un mal año para el equipo que descendió. Sus últimos años de profesional los jugó con Manta, Imbabura y se retiró el 2009 jugando por Talleres de Santo Domingo en segunda categoría.

## Selección nacional
Jugó 13 partidos por la Selección de fútbol de Ecuador entre 1996 y 1999, no anotó goles.

## Clubes
| Club                 | País    | Año         |
| -------------------- | ------- | ----------- |
| Liga de Quito        | Ecuador | 1992        |
| Universidad Católica | Ecuador | 1993        |
| Liga de Quito        | Ecuador | 1994 - 2005 |
| Aucas                | Ecuador | 2006        |
| Manta                | Ecuador | 2007        |
| Imbabura             | Ecuador | 2008        |
| Talleres             | Ecuador | 2009        |

## Palmarés
| Título                 | Club          | País    | Año           |
| ---------------------- | ------------- | ------- | ------------- |
| Campeonato Ecuatoriano | Liga de Quito | Ecuador | 1998          |
| Campeonato Ecuatoriano | Liga de Quito | Ecuador | 1999          |
| Serie B de Ecuador     | Liga de Quito | Ecuador | 2001          |
| Campeonato Ecuatoriano | Liga de Quito | Ecuador | 2003          |
| Campeonato Ecuatoriano | Liga de Quito | Ecuador | 2005 Apertura |